# Pinus ponderosa
Il pino giallo  (Pinus ponderosa Douglas ex C. Lawson) è una pianta della famiglia delle Pinaceae, endemica degli Stati Uniti, ove è anche noto con il nome di Bull Pine o Western Yellow Pine.

## Descrizione
Il Pinus ponderosa è una conifera di grandi dimensioni, alcuni esemplari sono alti più di 60 metri, ed il più alto sarebbe stato misurato nella Foresta Nazionale di Rogue River-Siskiyou in Oregon a 81,77 metri.
La definizione di “Yellow Pine” (pino giallo) usato in Canada e negli Stati Uniti, permette una identificazione abbastanza agevole della specie, infatti la corteccia del fusto degli esemplari adulti assume un colore giallastro, a volte con sfumature arancione. La corteccia ha piastre corticali molto grandi, con solchi tra le piastre di colore bruno. Gli esemplari giovani hanno invece corteccia bruno nerastra, e per ciò furono definiti dai boscaioli “blackjack”.
Caratteristica costante della Specie è il colore degli aghi che è tipicamente verde brillante, a diversità di altre specie di Pinus che hanno aghi di colore più scuro, o bluastro. 
Le distinzioni tra le sottospecie (o varietà) è per il numero e lunghezza degli aghi.
Le sottospecie sono legate a diversi ambienti disgiunti tra loro, che ne hanno permesso una evoluzione sensibilmente separata e distinta: l’areale del versante del Pacifico, quello della Columbia Britannica (Canada), quello delle Montagne Rocciose e quello del Sud Ovest.

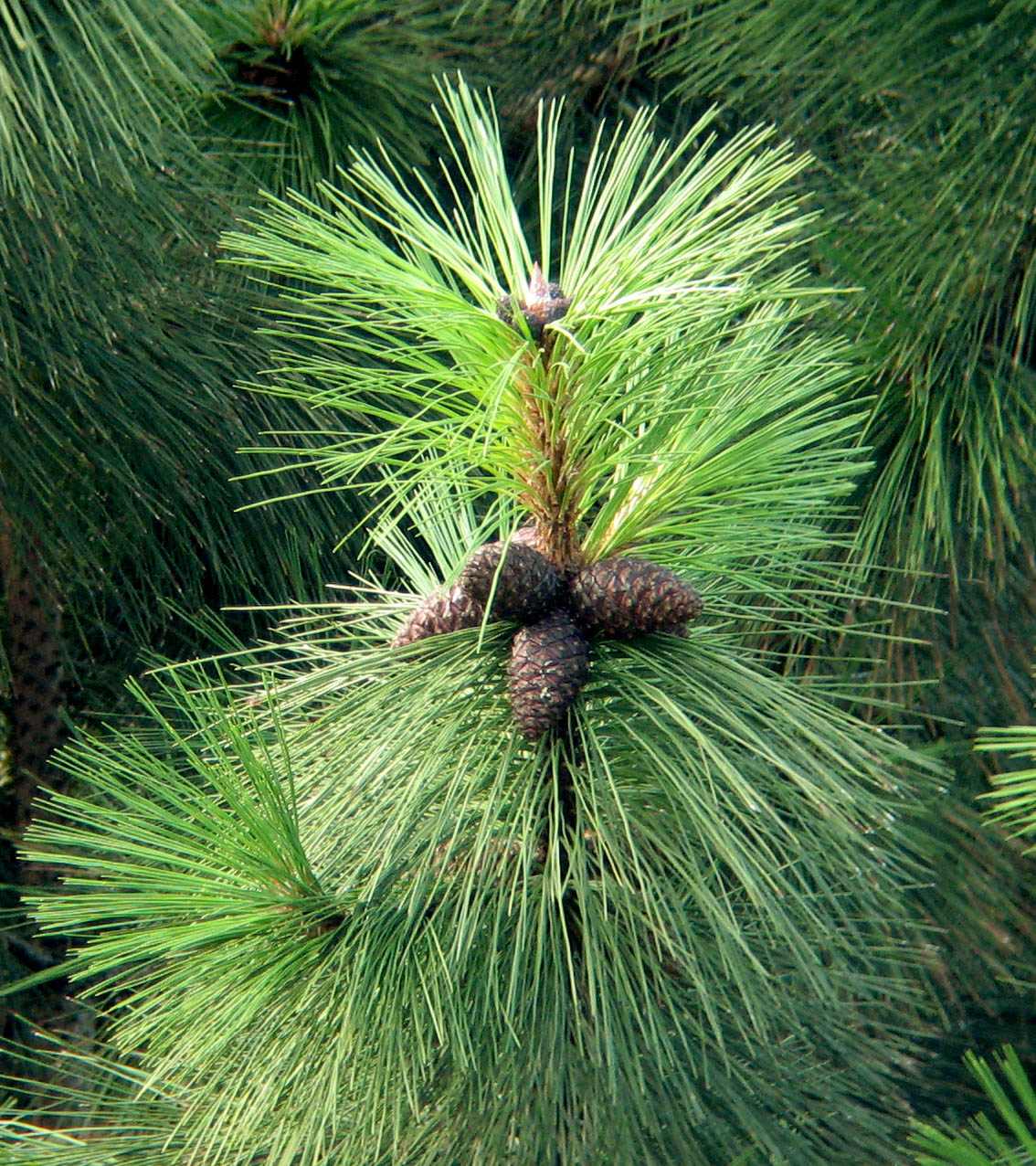

## Diffusione naturale
Il Pinus ponderosa è l'albero dominante nell'associazione vegetale definita da Kuchler, “the Ponderosa Shrub Forest”. Come la maggior parte dei pini dell'America occidentale, il ponderosa è generalmente associato alla topografia montuosa. Tuttavia, si trova anche nelle piane alluvionali del fiume Niobrara nel Nebraska. Colonie di pianura sparse si annotano nella Willamette Valley dell'Oregon e nelle aree di Okanagan Valley e Puget Sound dello stato di Washington. Sono presenti anche nelle piane a basso livello in Columbia Britannica (Canada) raggiungendo la massima estensione nord agli spartiacque settentrionali dei fiumi Thompson, Fraser e del Columbia. Si trova su colline e montagne a media quota delle Montagne Rocciose settentrionali, centrali e meridionali. È presente nella Sierra Nevada, ed in genere nelle catene montuose influenzate dal clima marino del Pacifico. Si annota la presenza in Arizona ed in Nuovo Messico, mentre è assente in Messico.

## Coltivazione
La specie è coltivata come pianta ornamentale in parchi e giardini di grandi dimensioni.

## Altre notizie
Gli aghi di Pinus ponderosa sono l'unico alimento conosciuto dei bruchi della falena Chionodes retiniella.
Il "Fungo Macchia Blu", Grosmannia clavigera è introdotto nell'alburno di P. ponderosa dalle gallerie scavate dalle specie del genere Dendroctonus (Mountain Pine Beetle); tali infezioni hanno causato notevoli danni in natura.